# Лесли, Джоан
Джо́ан Ле́сли (англ. Joan Leslie; 26 января 1925 — 12 октября 2015) — американская актриса и танцовщица.
Пик её популярности пришёлся на военные годы (1941—1945). Она олицетворяла образ милой и добродушной «девушки по соседству», успешно конкурируя по популярности c признанными звёздами и секс-символами Голливуда.

## Биография
Джоан Агнес Тереза Сейди Бродел (англ. Joan Agnes Theresa Sadie Brodel) родилась в Детройте 26 января 1925 года. Дочь Джона (1883—1967) и Агнес (1888—1949) Броделов, у которых родились три дочери. Джоан была младшей дочерью в семье. Джоан и её сёстры Мэри и Бетти с ранних лет выступали на сцене и стали голливудскими актрисами.

### Начало карьеры
Выступать на сцене она начала ещё в двухлетнем возрасте с сёстрами Мэри и Бетти. После того как их отец потерял работу в годы Великой депрессии, они начали гастролировать в Канаде и Соединённых Штатах для поддержки семьи.
Когда три сестры Бродел выступали в Нью-Йорке в 1936 году, она привлекла внимание «разведчика талантов» из студии «Метро-Голдвин-Майер» (MGM). Джоан получила шестимесячный контракт со студией, зарабатывая 200 долларов в неделю. Во время работы в студии она посещала школу MGM вместе с другими детьми-актёрами, такими как Джуди Гарланд, Дина Дурбин, Микки Руни.
Её кинодебют также состоялся ещё в подростковом возрасте, когда Джоан сыграла небольшую роль в фильме «Дама с камелиями» (1936) с Гретой Гарбо в главной роли. У MGM были проблемы с поиском подходящих ролей для неё, и контракт с ней (как и с Диной Дурбин) не был продлён. Джоан вернулась с матерью в Нью-Йорк, но вскоре её сестра Мэри подписала контракт со студией «Universal» и семья переехала в Калифорнию.
До начала 1940-х годов юная актриса появилась ещё в десятке кинокартин на таких же эпизодических ролях. В 1939 года Джоан под собственной фамилией сыграла роль Бетси Филипс в фильме «Зимний карнавал». В том же году она снялась в заглавной роли дочери владельца лошади в фильме «Two Thoroughbreds».

### Контракт с «Warner Brothers» и успех

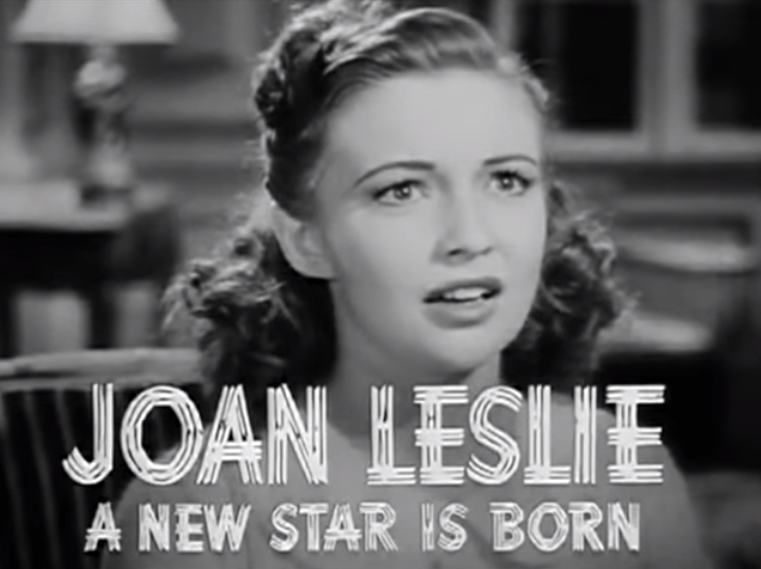
Джоан Лесли в трейлере фильма «Высокая Сьерра» с надписью «Рождение новой звезды» (1941)

В 1940 году Джоан Бродел подписала контракт с киностудией «Warner Bros.», взяв псевдоним Джоан Лесли. Фамилия Лесли была предложена из-за созвучия её настоящей фамилии с фамилией бывшей звезды студии Уорнеров Джоан Блонделл, покинувшей «Warner Brothers» незадолго до этого.
Первую крупную роль актриса получила в том же году в фильме «Высокая Сьерра», ставшем переломным в карьере Хамфри Богарта. В дальнейшем сыграла с ним ещё в четырёх фильмах. Фильм имел успех у зрителей и вошёл в десятку лучших фильмов года во мнению Национального совета кинокритиков США. Руководивший киноразделом влиятельной газеты «Нью-Йорк таймс» кинокритик Босли Краузер отмечал в своей рецензии, что «новичок по имени Джоан Лесли эффективно справляется с ролью».
После этого фильма ей стали предлагать главные женские роли. В рекламе фильма «Великий Мистер Никто» (1941) её представляли как «сенсацию „Высокой Сьерры“». Критики отмечали «откровенную привлекательность Лесли».
В последующие годы она появилась в таких фильмах как «Поезда проезжают ночью» (1941), «Сержант Йорк» (1941), «Янки Дудл Денди» (1942), «Это армия» (1943), «Трудный путь» (1943), «Рапсодия в голубых тонах» (1945) и других.
В фильме «Сержант Йорк» она играла роль невесты и жены главного героя в исполнении Гэри Купера, получившего за эту роль премию «Оскар» за лучшую мужскую роль. Особенно трудными для Джоан были сцены с поцелуями, так как она до этого никогда не целовалась в жизни. Во время съёмок Джоан регулярно ходила в школу.
Джоан Лесли получила статус звезды. Журналисты «находили Джоан необычной среди звёздочек и гламурных девушек, населявших Голливуд в то время». Её фото появилось в 1942 году на обложке журнала «Life», в котором была помещена статья о ней. «Джоан Лесли: по-девичья нежная и скромная, в 17 лет она ярко сияет, как полноценная кинозвезда, умеющая петь, танцевать и играть», — так было написано в заголовке статьи. Подпись под фотографией утверждала, что дома она «девушка, похожая на чью-то соседку, но на экране она демонстрирует свою универсальность и зрелость». Образ Джоан на экране был описан как «сладкая невинность, не кажущаяся слишком сладкой». Вместе с тем, обозреватель «Нью-Йорк таймс» Б. Краузер отмечал в своей рецензии на фильм «Трудный путь», что «Джоан Лесли такая же ловкая и разносторонняя леди, как и персонаж, которым она должна быть».
В период 1942—1946 годов снималась преимущественно в мюзиклах, но несмотря на прекрасную танцевальную подготовку, её вокал почти всегда дублировался. Тем не менее, в мюзикле 1943 года «Небо — это граница», в песне «A Lot in Common with You» звучит голос самой актрисы. Партнёром актрисы по фильму выступил выдающийся актёр и танцовщик Фред Астер. При исполнении песни «A Lot in Common with You» их номер превращается в шутливый соревновательный комический танец, используя ряд шагов с барьерами между ногами. В песне также упоминаются недавние мюзиклы Лесли и Астера, в которых они играли главные роли вместе с Джеймсом Кэгни (партнёр Джоан Лесли в фильме 1942 года «Янки Дудл Денди») и Ритой Хейворт (партнёрша Фреда Астера в фильмах 1941—1942 годов «Ты никогда не будешь богаче» и «Ты никогда не была восхитительнее»). Другая песня из фильма «My Shining Hour» была номинирована на премию "Оскар за лучшую песню к фильму. Танец под музыку к этой песне был исполнен Фредом и Джоан в романтическом бальном стиле.
Этот фильм был снят не на «Warner Brothers», а на киностудии RKO. Другой фильм «Куда мы отсюда пойдём?» (1945) был снят на студии Twentieth Century Fox. В нём по сюжету происходят перемещения по времени, и Джоан сыграла трёх девушек из разных времён.
Во время Второй мировой войны была одной из самых популярных пинап-моделей. Киностудия «Уорнер бразерс» увидела в ней талисман вдохновения, благодаря которому военнослужащие хотели победить и вернуться домой, и этот образ был отражён во многих фильмах Джоан в военное время.
В фильме «Это армия» Джоан Лесли играла главную роль вместе с будущим Президентом США Рональдом Рейганом. По сюжету они были влюблены друг в друга, их романтические отношения заняли около 20 минут этого фильма. Фильм имел огромный успех и был рекордсменом по сборам среди музыкальных фильмов с 1943 по 1954 годы. Журнал «Вэрайети» написал, что «она романтик по отношению к Рейгану».
Джоан была волонтёром в «Голливудской столовой», где танцевала с военными и раздавала сотни автографов. Репортёр и обозреватель Сидни Сколски указывал, что она крайне редко пропускала выделенные для студии «Уорнер бразерс» вечера в Голливудской столовой.
Джоан сыграла главную роль в фильме «Голливудская столовая» («Hollywood Canteen») (1944). На пике своей карьеры она «не только получила особое положение в постановке всех звёзд и награду в виде роли самой себя, но её присутствие также вдохновило сюжет: приключение солдата в том, чтобы встретиться со своей любимой звездой — Джоан Лесли». Обозреватель «Нью-Йорк таймс» Б. Краузер писал: «Мисс Лесли играет себя с изысканной сладостью».
Как и большинство других голливудских звёзд, фигурирующих в фильме, она играла саму себя, но по основной сюжетной линии она была «девушкой мечты» для получившего отпуск военнослужащего по имени Слим (которого играл актёр Роберт Хаттон) и в конце фильма влюблялась в него. В этом фильме, как и в некоторых других, вместе с ней небольшую роль сыграла её сестра Бетти.
Историк кино Стивен Коэн отмечал, что «этот фильм вводит „настоящую“ Джоан Лесли в пространство Голливудской столовой, чтобы представить утопическое решение одиночества солдата, но также использует её славу, чтобы высветить историю женского труда военного времени, который Джоан Лесли представляет как контрактная актриса Уорнеров». Джоан Лесли «реальна в том, что она играет саму себя, работающую кинозвезду, которая, без всякого чувства парадокса, изображается такой же подлинной, как фан-журналы показывали её для таких поклонников, как Слим». После выхода фильма еженедельный вечер киностудии Уорнеров в Голливудской столовой завсегдатаи стали называть «ночь Джоан Лесли». Солдаты часто звонили и спрашивали, будет ли она там, и часто комментировали, «что это похоже на фильм „Голливудская столовая“, ставший реальностью».
Несмотря на свой звёздный статус, к 1946 году Джоан Лесли становилась всё более недовольной ролями, предлагаемыми ей студией. Она стремилась к более серьёзным и зрелым ролям и хотела вырваться из своего имиджа милой «девушки по соседству». Она не получила несколько хороших ролей, в которых хотела сняться, из-за многолетней типизации.
Её решение покинуть студию Уорнеров также было основано на моральных и религиозных соображениях. С помощью своего адвоката она подала в суд на «Warner Brothers», чтобы освободить её от контракта. После этого Джек Уорнер использовал своё влияние, чтобы занести её в «чёрный список» в других крупных голливудских студиях.

### Последующие годы
После ухода со студии «Warner Bros.» Джоан удалось в 1947 году подписать контракт на два фильма с компанией «Eagle-Lion». Кинокритик Босли Краузер отмечал в своей рецензии на фильм «Повторное исполнение», что «Джоан Лесли играет замученную женщину с детской тревожностью». Другим фильмом стал вестерн «Северо-Западный топот».

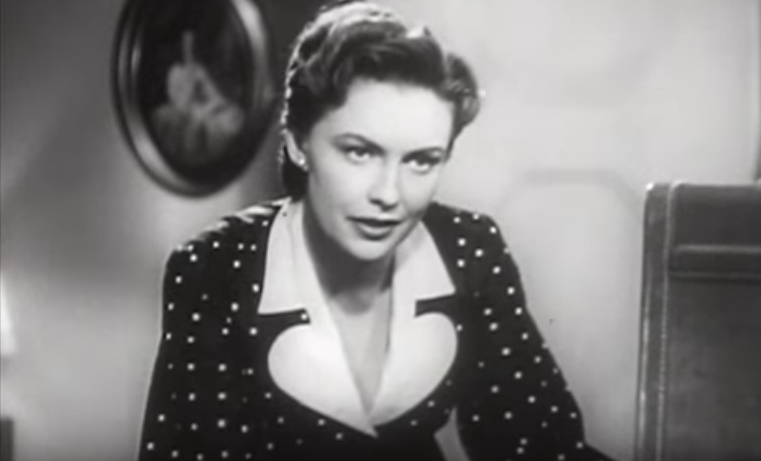
Джоан Лесли в фильме «Рождённая быть плохой» (1950)

В 1950 году актриса сыграла заметные роли в фильмах «Шкипер делает сюрприз жене» студии MGM и «Рождённая быть плохой» студии RKO. Историк кино Гленн Эриксон особо выделял её роль в фильме «Рождённая быть плохой». Он писал, что Джоан Лесли «сыграла здесь свою лучшую роль, избавившись от имиджа симпатяшек на студии Warner Bros. Её Донна излучает добропорядочность и сдержанность, а её монолог, обличающий Кристабель, сорвал бы в театре аплодисменты». Крэйг Батлер также выделял Джоан Лесли, «сдержанная, милая игра которой бесспорно лучшая в фильме».
Её роли стали более разнообразными, хотя, по-прежнему она играла в основном положительных героинь. Однако в фильме «Человек в седле» (1951) Джоан Лесли сыграла женщину, которая выходит замуж за деньги, а не ждёт, пока мужчина, которого она действительно любит, станет хорошим. В этом фильме она «выводит на поверхность безжалостную, амбициозную сторону её персонажа».
Джоан сыграла в нескольких вестернах. В 2006 году была удостоена премии «Золотая бутса» за вклад в развитие этого жанра.
После замужества в 1950 году Джоан Лесли стала намного меньше сниматься, а в 1956 году и вовсе прекратила, занявшись воспитанием двоих дочерей. В последующие годы она всё-таки появилась несколько раз на телевидении в сериалах «Ангелы Чарли», «Невероятный Халк», «Она написала убийство» и некоторых других.
Фильмография Джоан Лесли насчитывает 46 кинофильмов и 25 телевизионных шоу. За свой вклад в киноиндустрию была удостоена звезды на Голливудской аллее славы на Вайн-стрит 1560.
В 1950 году вышла замуж за врача Уильяма Калдуэлла (1914—2000), их брак продлился более 50 лет. В 1951 году родила двух дочерей-близняшек. Занималась дизайном одежды со своим одноимённым брендом и благотворительностью. Джоан Лесли умерла 12 октября 2015 года в Лос-Анджелесе в возрасте 90 лет.

## Оценки творчества
Историк кино Джеймс Роберт Пэриш назвал Джоан Лесли «любимой звёздочкой Warner Bros. 1940-х годов», «чья красота была настолько свежей и здоровой, что её имя было фактически виртуальным синонимом инженю». Он писал, что «достигнув пика своей популярности в годы войны, она была идеальным символом добродушной девушки с широко раскрытыми глазами, хотя немногим людям повезло иметь таких великолепных соседок». По его оценке десятки тысяч американских военнослужащих, которые приобретали её студийные фотографии, «не хотели и не ожидали ни тяжёлого дыхания Богини Секса Риты Хейворт, ни даже чистого, но дерзкого обаяния Бетти Грейбл, а скорее подруги, которая была бы идеальной девушкой, чтобы привести её домой к матери».
При этом её актёрская игра была «достаточно сдержанной, чтобы никогда не мешать нежной атмосфере её внешности». Некоторые критики отмечали, что «её привлекательность была более впечатляющей, чем её актёрское мастерство».
Лучшие роли в исполнении Джоан Лесли высоко оцениваются критиками. В рецензии на фильм «Высокая Сьерра» Полин Кейн отмечала «безумно свежее лицо» Джоан Лесли. Обозреватель блога, посвящённому творчеству одного из лучших актёров XXI века Хамфри Богарта, писал о фильме «Высокая Сьерра»: «Лесли отлично справляется с ролью и очень хорошо противостоит Богарту. Пожалуй, самая лучшая и самая нюансированная из её ролей с Богартом». Также критиками особо выделялась роль в фильме «Рождённая быть плохой», где, с одной стороны, её «сдержанная, милая игра» считается лучшей в фильме, а, с другой стороны, она «сыграла здесь свою лучшую роль, избавившись от имиджа симпатяшек на студии Warner Bros.».
Историк кино Гленн Эриксон называл Джоан Лесли талантливой, феноменальной и недооценённой. По его мнению, она «освещала каждую картину, в которой она участвовала, и вытягивала некоторые из них, которые были не очень хороши». Кинокритик Дэвид Куинлан в своей книге-энциклопедии о звёздах кино писал: «Хотя многие другие, как и Джоан, снимались в роли девушек по соседству, она обладала нежной, лучезарной красотой и искрой индивидуальности, предлагая живое исполнение». Кинокритик Леонард Малтин утверждал: «У неё было больше пыла, чем у других, кто исполнял такие же роли в фильмах, и поэтому на неё было более интересно смотреть».

## Избранная фильмография

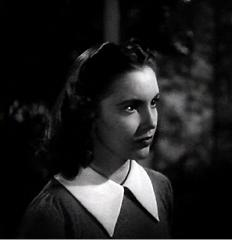
Джоан Лесли в фильме «Поезда проезжают ночью» (1941)

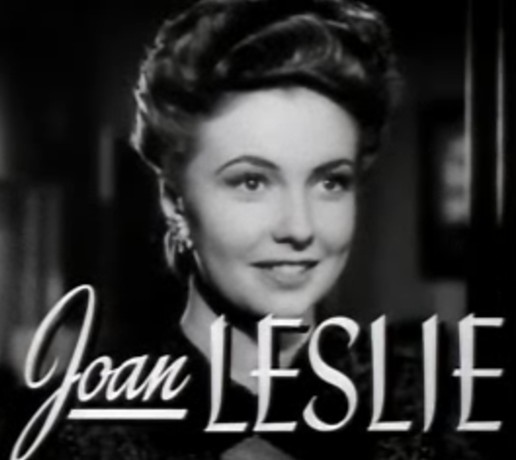
Джоан Лесли в фильме «Трудный путь» (1943)

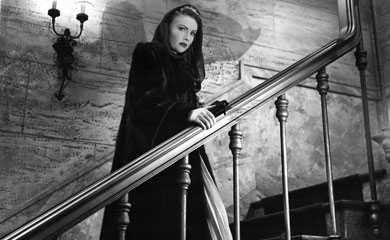
Джоан Лесли в фильме «Повторное исполнение» (1947)

| Год  |   | Русское название                                     | Оригинальное название          | Роль                       |
| ---- | - | ---------------------------------------------------- | ------------------------------ | -------------------------- |
| 1936 | ф | Дама с камелиями (фильм, 1936)                       | Camille                        | Мари-Жанетт                |
| 1939 | ф | Зимний карнавал                                      | Winter Carnival                | Бетси Филипс               |
| 1939 | ф | Две чистокровки                                      | Two Thoroughbreds              | Венди Конвей               |
| 1940 | ф | Лэдди                                                | Laddie                         | Шели Стэнтон               |
| 1941 | ф | Высокая Сьерра                                       | High Sierra                    | Велма                      |
| 1941 | ф | Великий мистер Никто                                 | The Great Mr. Nobody           | Мэри Кловер                |
| 1941 | ф | Поезда проезжают ночью                               | The Wagons Roll at Night       | Мэри Костер                |
| 1941 | ф | Воры терпят поражение                                | Thieves Fall Out               | Мэри Мэтьюз                |
| 1941 | ф | Сержант Йорк                                         | Sergeant York                  | Грэйси Уильямс             |
| 1942 | ф | Янки Дудл Денди                                      | Yankee Doodle Dandy            | Мэри                       |
| 1942 | ф | Зверь мужского пола                                  | The Male Animal                | Патриция Стэнли            |
| 1943 | ф | Трудный путь (Тяжёлый путь)                          | The Hard Way                   | Кэти Блейн                 |
| 1943 | ф | Небо — это граница                                   | The Sky’s the Limit            | Джоан Манион               |
| 1943 | ф | Это армия                                            | This is the Army               | Эйлин Диббл                |
| 1943 | ф | Благодари свою судьбу                                | Thank Your Lucky Stars         | Пэт Диксон                 |
| 1944 | ф | Голливудская лавка для войск (Голливудская столовая) | Hollywood Canteen              | камео                      |
| 1945 | ф | Куда мы отсюда пойдём?                               | Where Do We Go from Here?      | Салли Смит/Пруденс/Катрина |
| 1945 | ф | Дженни выходит замуж                                 | Janie Gets Married             | Дженни                     |
| 1945 | ф | Рапсодия в голубом                                   | Rhapsody in Blue               | Джули Адамс                |
| 1945 | ф | Золушка Джонс                                        | Cinderella Jones               | Джули Джонс                |
| 1945 | ф | Слишком молоды, чтобы знать                          | Too Young to Know              | Салли Сойер                |
| 1946 | ф | Два парня из Милуоки                                 | Two Guys from Milwaukee        | Конни Рид                  |
| 1946 | ф | Повторное исполнение                                 | Repeat Performance             | Шила Пэйдж                 |
| 1947 | ф | Северо-Западный топот                                | Northwest Stampede             | Кристина Джонсон           |
| 1950 | ф | Шкипер делает сюрприз жене                           | The Skipper Surprised His Wife | Дафна Латтимер             |
| 1950 | ф | Рождённая быть плохой                                | Born to Be Bad                 | Донна Фостер               |
| 1951 | ф | Человек в седле                                      | Man in the Saddle              | Лори Бидвелл Айшем         |
| 1952 | ф | Самый крутой человек в Аризоне                       | Toughest Man in Arizona        | Мэри Кимбери               |
| 1952 | ф | Врата ада                                            | Hellgate                       | Элен Хэнли                 |
| 1953 | ф | Женщина, которую чуть не линчевали                   | Woman They Almost Lynched      | Салли Моррис               |
| 1953 | ф | Летающая медсестра                                   | Fligh Nurce                    | Полли Дэвис                |
| 1956 | ф | Бунт Мэйми Стоувер                                   | The Revolt of Mamie Stover     | Аннали Джонсон             |

## Галерея

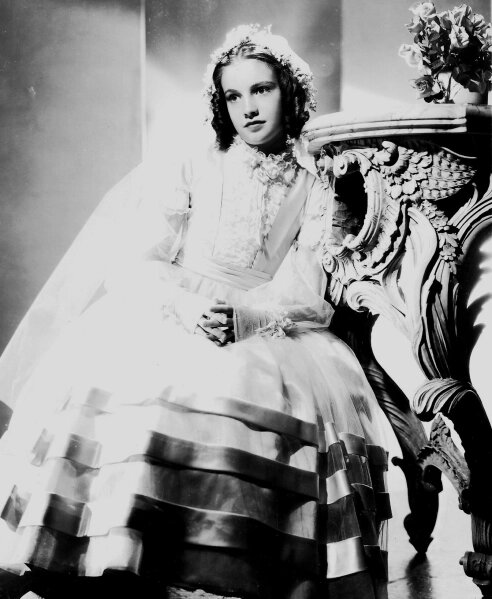
Фото 1936 года
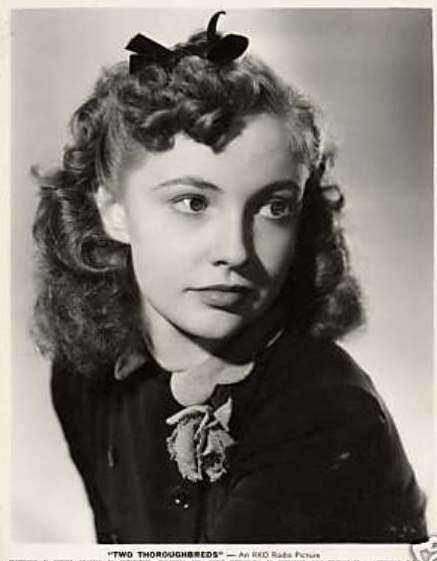
Фото 1939 года
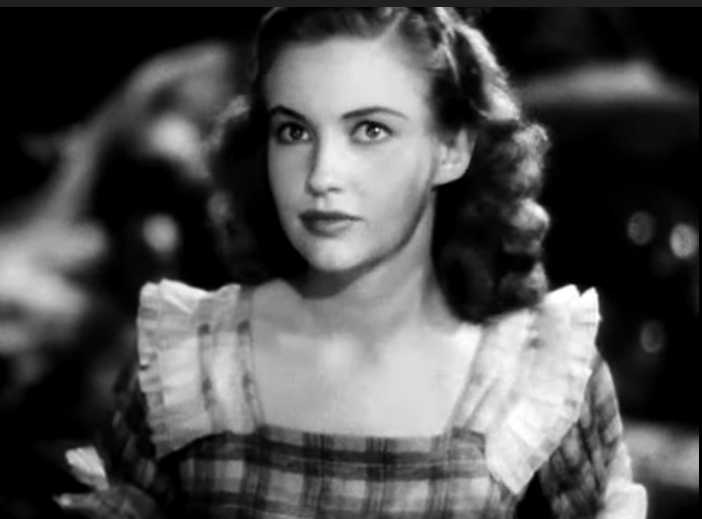
Фото 1941 года
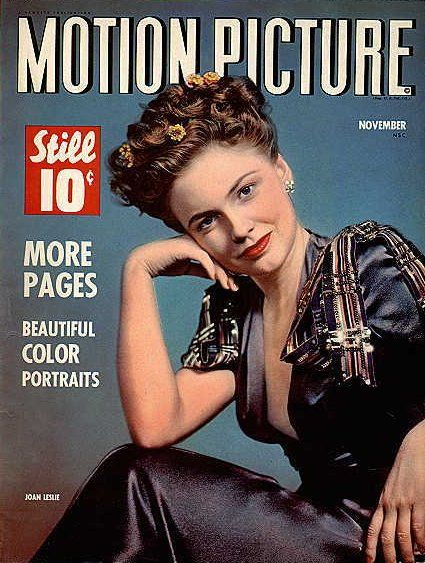
Фото 1942 года
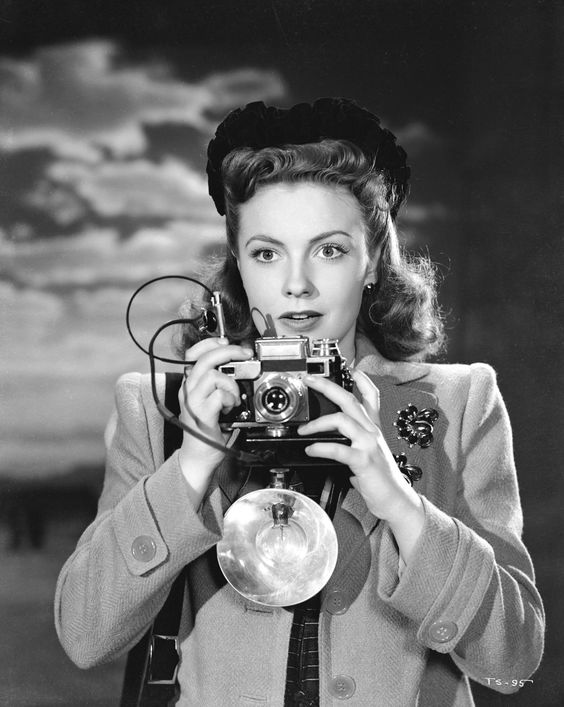
Фото 1943 года
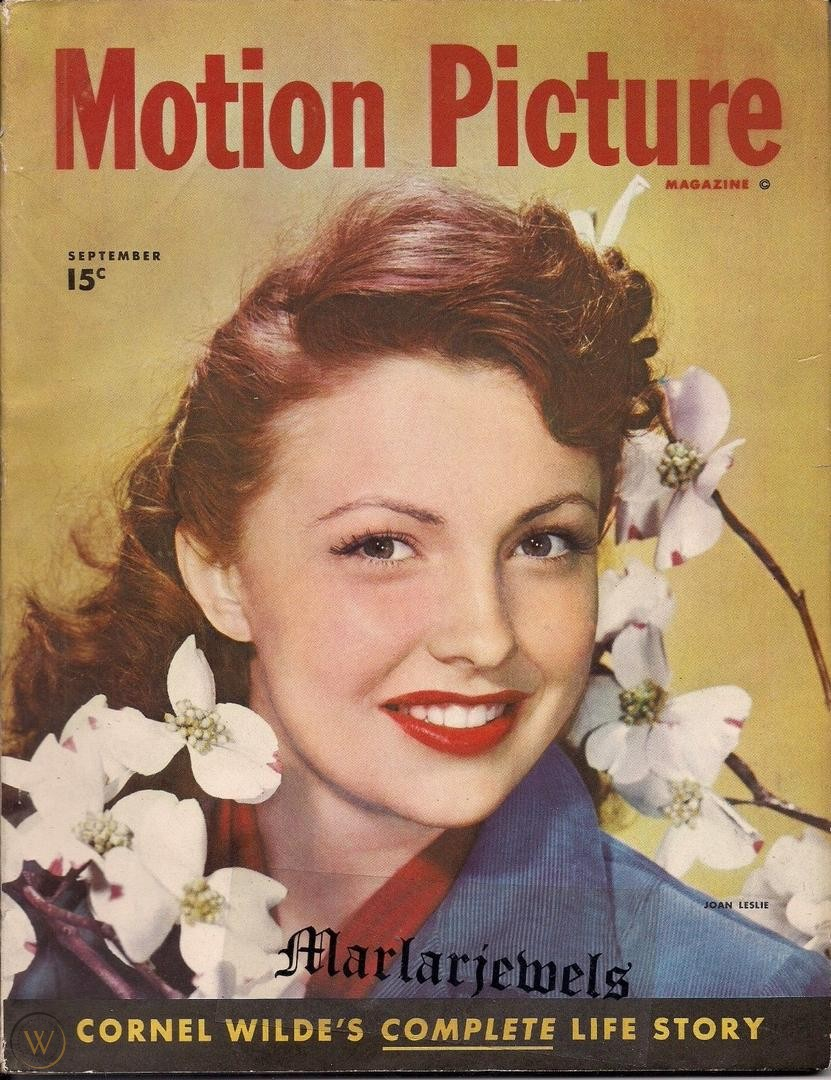
Фото 1946 года
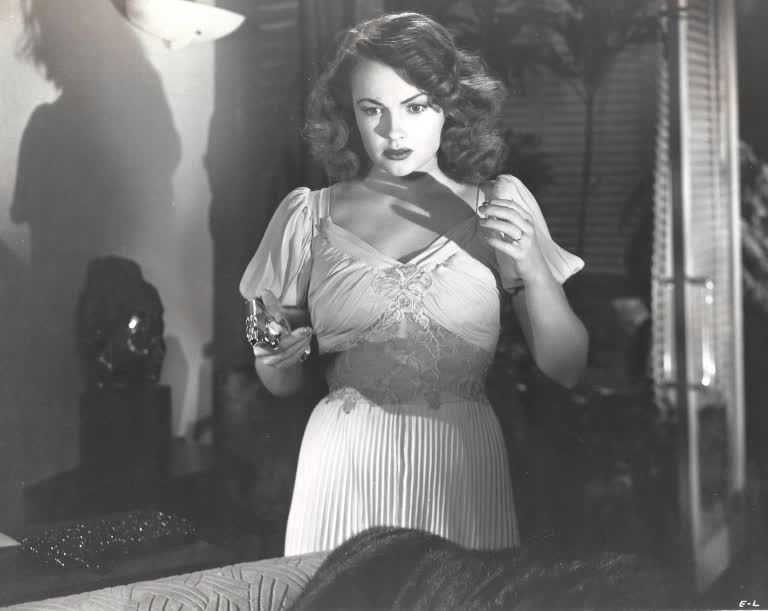
Фото 1947 года
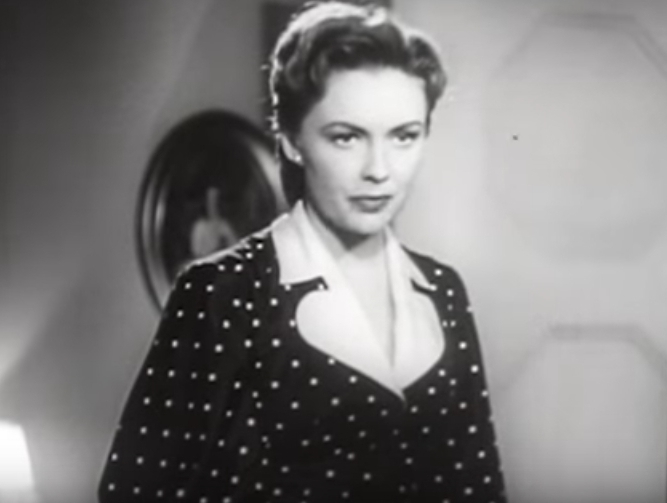
Фото 1950 года
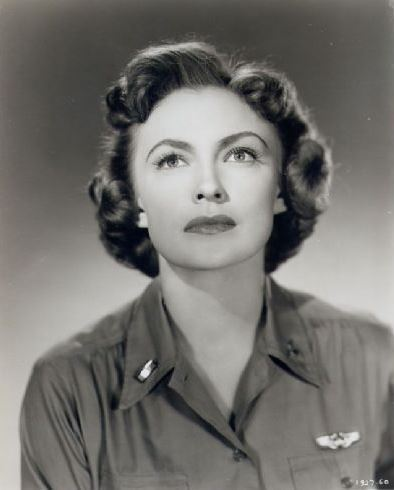
Фото 1953 года
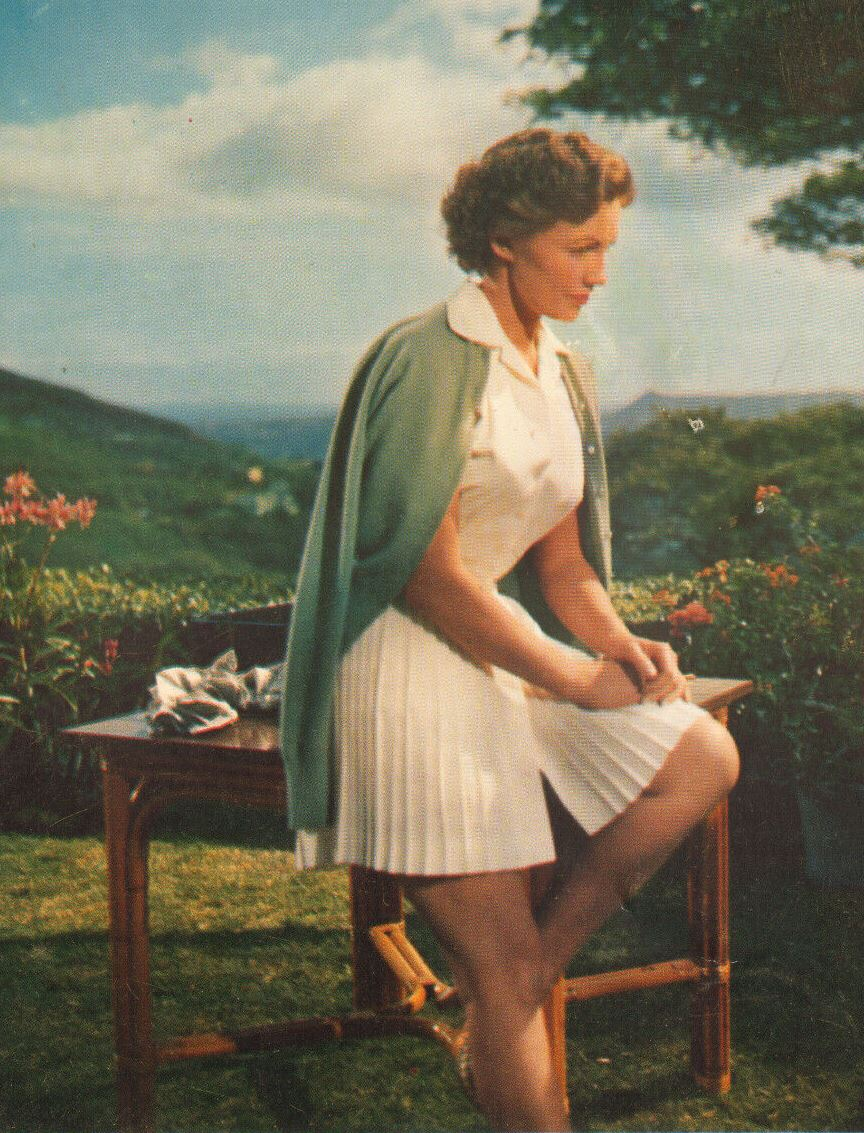
Фото 1956 года